# Uniti nella Speranza
Uniti nella speranza (in wolof Benno Bokk Yaakaar, BBY; in francese: Unis par l'espoir) è stata una coalizione politica senegalese guidata dal partito Alleanza per la Repubblica dell'ex presidente Macky Sall. Questa coalizione ha ottenuto una maggioranza schiacciante nell’Assemblea nazionale sia nelle elezioni del 2012 sia in quelle del 2017. Dopo le elezioni del 2022, la coalizione non è riuscita ad ottenere alla camera la maggioranza per un solo seggio. Nonostante ciò, grazie al sostegno di Pape Diop, ha potuto formare un governo. Tuttavia il governo perse la maggioranza alla camera il 25 settembre 2022 a causa della fuoriuscita dalla coalizione dell’ex prima ministra Aminata Touré. La scelta di Touré era basata sull'accusa rivolta al presidente Sall di aver nominato Amadou Mame Diop presidente dell'assemblea nazionale basandosi non sul merito, bensì a causa di 'legami familiari”.

## Composizione
La coalizione era composta dai seguenti partiti:
| Partiti | Partiti                                                           | Abbr. | Leader           | Ideologia                         | Appartenenza        |
| ------- | ----------------------------------------------------------------- | ----- | ---------------- | --------------------------------- | ------------------- |
|         | Alleanza per la Repubblica Alliance pour la république            | APR   | Macky Sall       | Liberalismo                       | 2012-2024           |
|         | Alleanza delle Forze del Progresso Alliance des forces de progrès | AFP   | Moustapha Niasse | Socialdemocrazia                  | 2012-2024           |
|         | Partito Socialista del Senegal Parti Socialiste du Sénéga         | PS    | Vacante          | Socialdemocrazia                  | 2012-2024           |
|         | Rewmi                                                             |       | Idrissa Seck     | Liberalismo Liberalismo economico | 2012–2013 2020-2024 |

## Risultati elettorali

### Elezioni dell'Assemblea nazionale
| Elezione | Leader del partito | Voti      | %      | Seggi     | +/–   | Posizione | Stato       |
| -------- | ------------------ | --------- | ------ | --------- | ----- | --------- | ----------- |
| 2012     | Macky Sall         | 1 040 899 | 53,06% | 119 / 150 | Nuovo | 1°        | Maggioranza |
| 2017     | Macky Sall         | 1 637 761 | 49,47% | 125 / 165 | 6     | 1°        | Maggioranza |
| 2022     | Aminata Touré      | 1 518 137 | 46,56% | 82 / 165  | 43    | 1°        | Minoranza   |